# Сюзан (Арденны)
Сюза́н (фр. Suzanne) — коммуна во Франции, находится в регионе Шампань — Арденны. Департамент — Арденны. Входит в состав кантона Туртерон. Округ коммуны — Вузье.
Код INSEE коммуны — 08433.
Коммуна расположена приблизительно в 185 км к северо-востоку от Парижа, в 70 км севернее Шалон-ан-Шампани, в 29 км к югу от Шарлевиль-Мезьера.

## Население
Население коммуны на 2008 год составляло 62 человека.
| 1962 | 1968 | 1975 | 1982 | 1990 | 1999 | 2008 |
| ---- | ---- | ---- | ---- | ---- | ---- | ---- |
| 112  | 113  | 95   | 72   | 60   | 61   | 62   |

## Экономика
В 2007 году среди 34 человек в трудоспособном возрасте (15—64 лет) 21 были экономически активными, 13 — неактивными (показатель активности — 61,8 %, в 1999 году было 64,3 %). Из 21 активных работали 21 человек (10 мужчин и 11 женщин), безработных не было. Среди 13 неактивных 3 человека были учениками или студентами, 7 — пенсионерами, 3 были неактивными по другим причинам.

## Фотогалерея

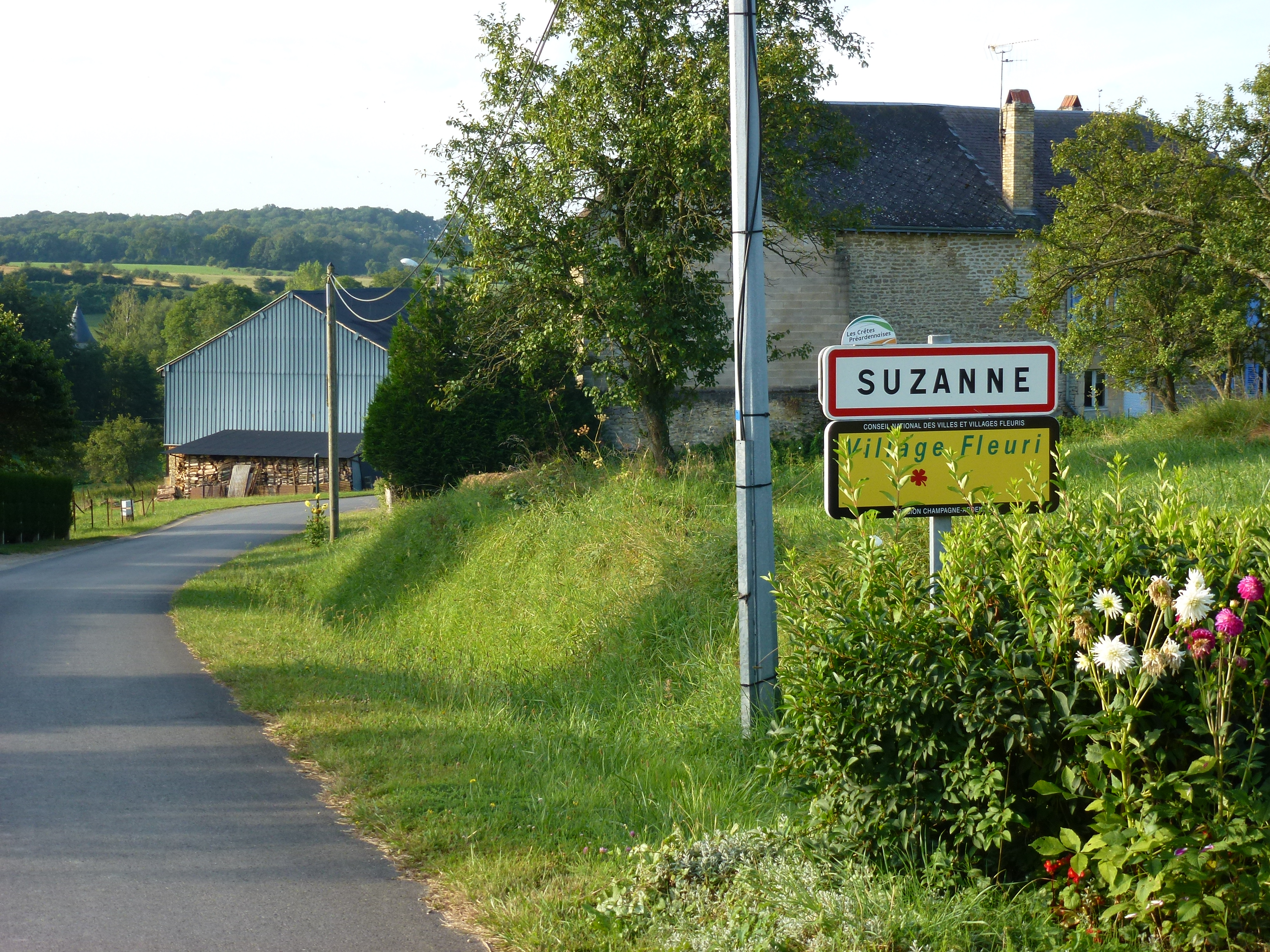
Въезд в Сюзан
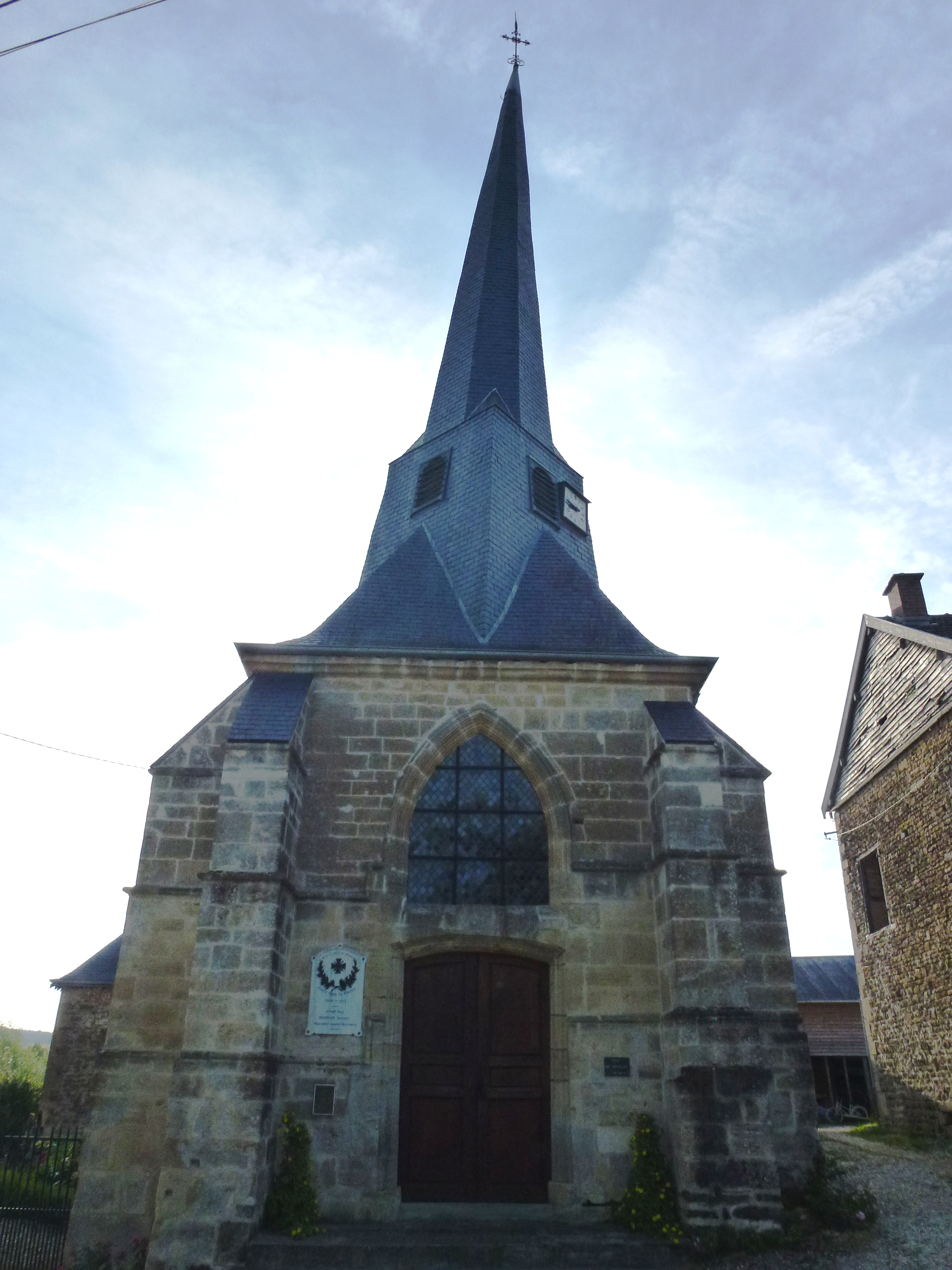
Церковь Св. Варфоломея
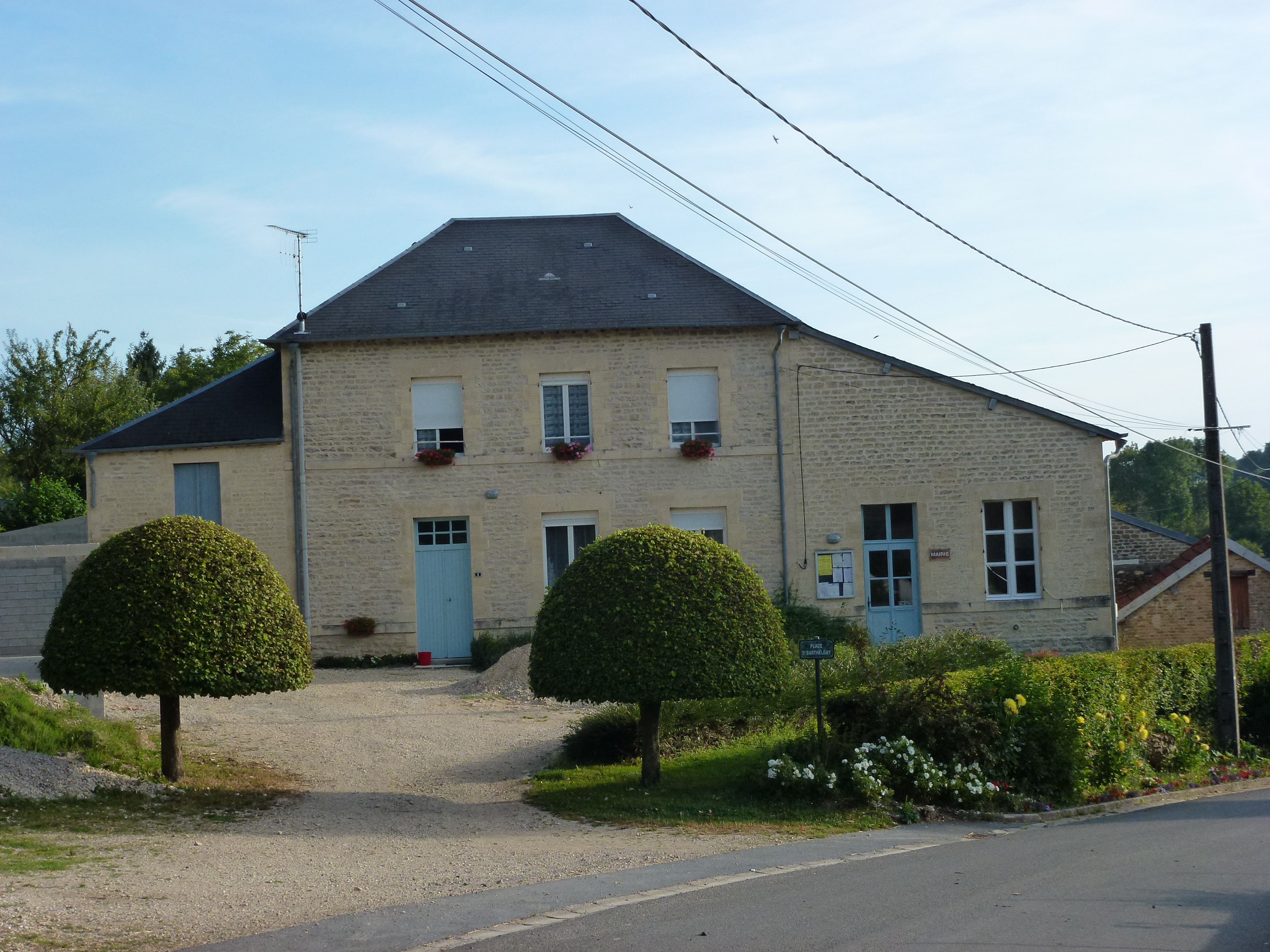
Мэрия
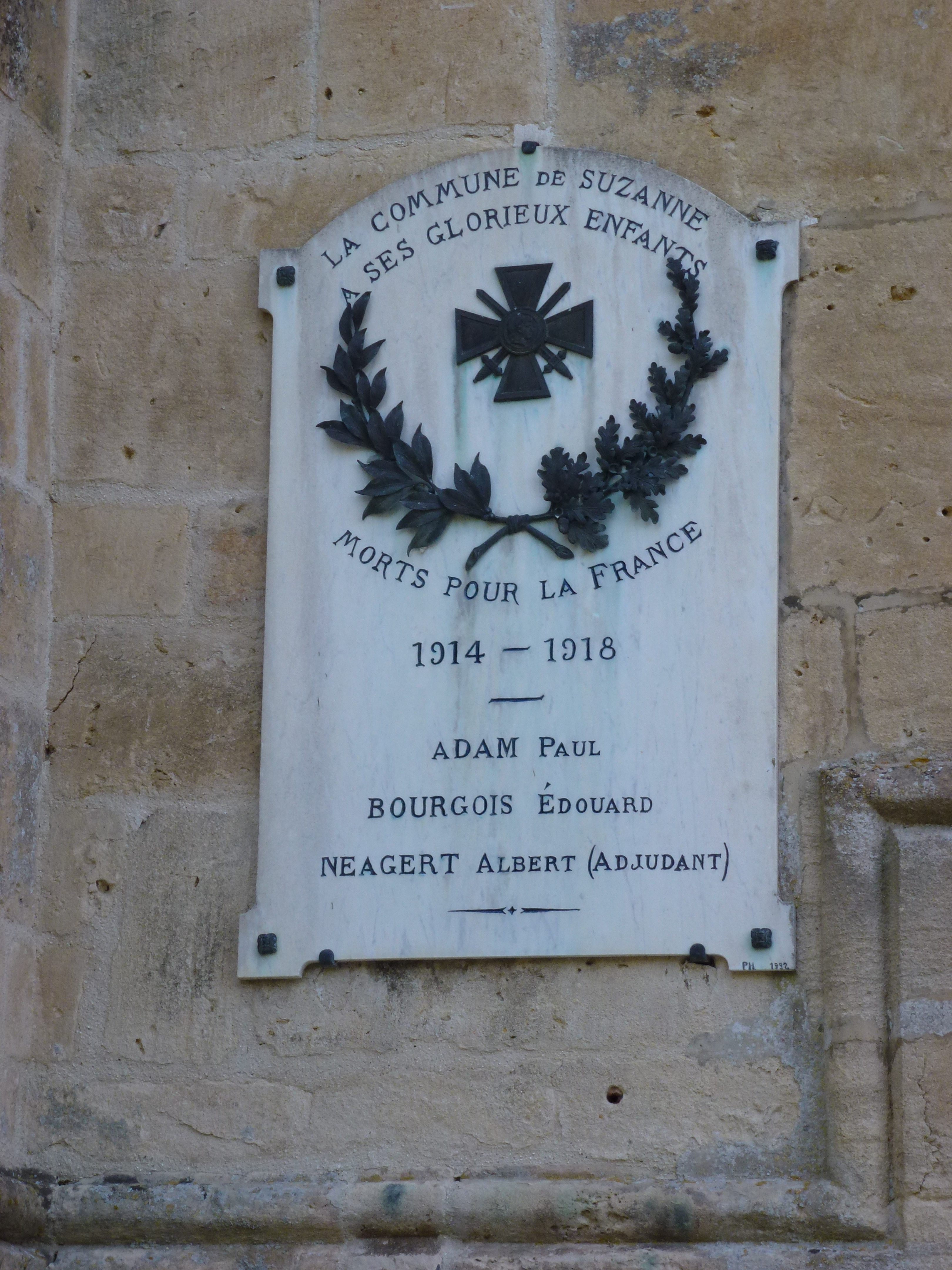
Памятная табличка в память погибших в Первой мировой войне